# Ionia
Ionia (tiếng Hy Lạp cổ đại: Ἰωνία hoặc Ἰωνίη; tiếng Thổ Nhĩ Kỳ: İyonya) là một vùng cổ xưa của trung bộ ven biển Anatolia ở Thổ Nhĩ Kỳ ngày nay, khu vực gần Izmir, trong lịch sử là Smyrna. Nó bao gồm các vùng lãnh thổ cực bắc của Liên đoàn Ionia các khu định cư Hy Lạp. Chưa bao giờ là một nhà nước thống nhất, nó được đặt tên theo bộ lạc người Ionia, trong thời kỳ Archaic (600-480 TCN), định cư chủ yếu là các bờ biển và hải đảo của biển Aegea. Các bang Ionia đã được xác định bởi truyền thống và do sử dụng tiếng Hy Lạp Đông.
Nó là nơi sinh của nền văn minh Hy Lạp. Cuộc xâm lược Doria đối với Peloponnesus, gây ra sự di cư của người Hy Lạp Ionia trên biển Aegean đến Anatolia khoảng 1000-900 TCN. Các khu định cư Hy Lạp ban đầu trong khu vực là rất nhiều và nhỏ, nhưng đến thế kỷ thứ 8 TCN họ đã củng cố ở 12 thành phố lớn-Phocaea, Erythrae, Clazomenae, Teos, Lebedus, Colophon, Ephesus, Priene, Myus, và Miletus trên đất liền, với các đảo Chios và Samos. Đến cuối thế kỷ thứ 7 các thành phố Ionia đã đạt được thịnh vượng thông qua các doanh nghiệp kinh doanh của mình, nỗ lực thực dân của họ, và sản xuất của họ về gốm sứ, dệt may, và kim loại.